# Wilhelm von Biel

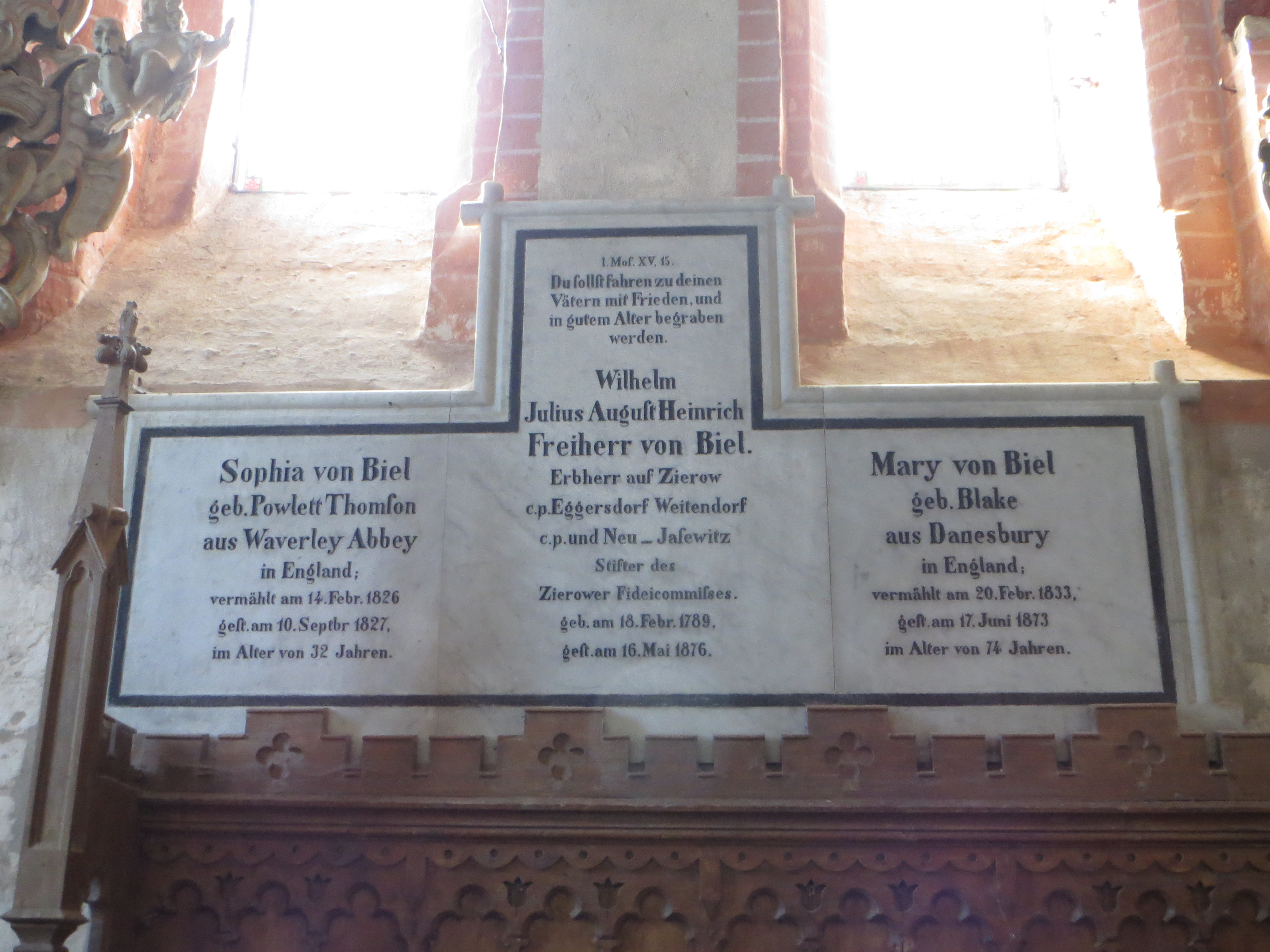
Grabmonument für Wilhelm von Biel und seine beiden Ehefrauen in der Dorfkirche Proseken

Wilhelm von Biel (* 18. Februar 1789 in Braunschweig; † 16. Mai 1876 in Zierow) war ein mecklenburgischer Gutsherr und Pferdezüchter.

## Leben

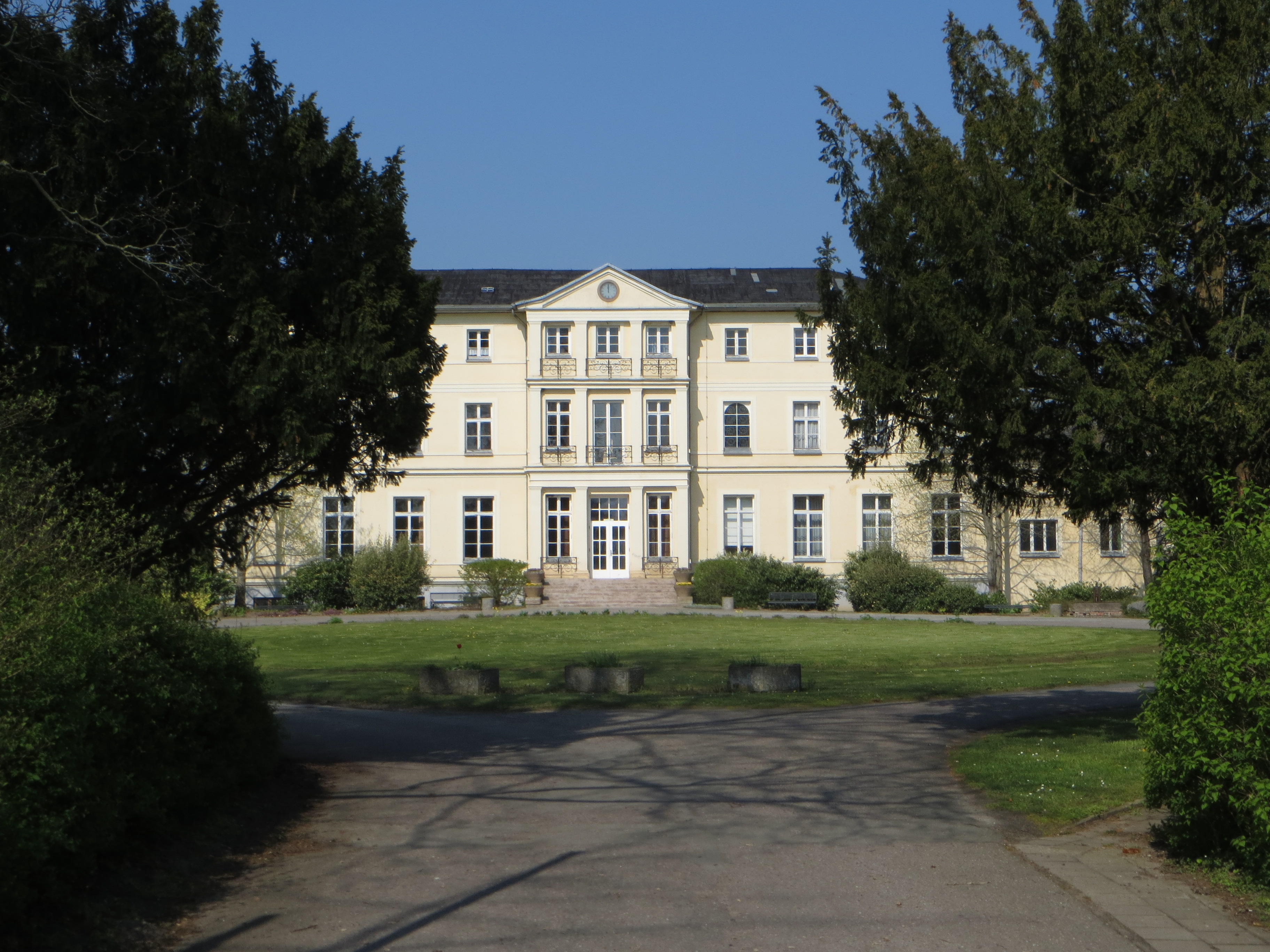
Herrenhaus Zierow

Wilhelm von Biel war der ältere von zwei Söhnen des 1791 in den Reichsadelsstand erhobenen herzoglich Braunschweigschen Geheimen Justizrats und Dechanten des Stifts St. Blasius Christian Andreas von Biel (1740–1805) auf Zierow in Mecklenburg. Der Vater hatte 1784/85 die ehemals von Negendankschen Güter Zierow, Eggerstorf, Neu-Jassewitz und Weitendorf nahe Wismar von Adrian Wilhelm Pauli und Magdalena Pauli erworben. Bei seinem Tode fielen sie seinen noch minderjährigen Söhnen Wilhelm und dem jüngeren Gottlieb zu. Im Wege der Erbauseinandersetzung kamen Zierow, Eggersdorf und Landsdorf an Wilhelm von Biel. 1806 trat er in das Braunschweigische Dragoner-Regiment ein und wechselte 1813 im Range eines Premierleutnants in mecklenburgische Dienste, zunächst als Adjutant des Kommandeurs des Freiwilligen Jäger-Regiments zu Pferde Graf Moltke, später wurde er Ordonnanzoffizier des mecklenburg-schwerinschen Erbprinzen Friedrich Ludwig. Nach seinem Abschied vom Militär nahm er die Bewirtschaftung seiner Güter auf. In Zierow ließ er 1819 bis 1824 das Gutshaus umbauen.
Gemeinsam mit seinem Bruder Gottlieb, dem Grafen Plessen auf Ivenack und Friedrich Graf von Hahn auf Basedow begann er mit der Zucht englischer Vollblüter in Mecklenburg, die Erfolge bei der Zucht brachte den Brüdern von Biel internationale Aufmerksamkeit und Anerkennung ein. Er ist Begründer der Pferderennen für Vollblüter auf der Ostseerennbahn in Bad Doberan (1822) und entsprechender Rennen in Güstrow, Basedow wie auch in Neubrandenburg. Der englische Reiter und Reitsportautor Charles James Apperley (1777–1843) berichtet unter seinem Pseudonym Nimrod über einen Besuch bei den Brüdern von Biel auf ihren Gütern wie auch vom Besuch der Doberaner Pferderennen 1829.
In Folge einer Auseinandersetzung mit dem Herausgeber der Altonaer Zeitung für Pferdeliebhaber, Johann Georg Wachenhusen, über die Qualität seiner Publikation kam es am 21. Dezember 1833 zum Duell zwischen Biel und Wachenhusen auf der Hannoverschen Küste beim Vorwerk Schluisgrove im Amte Wilhelmsburg (heute Teil des Hamburger Hafens), in dem von Wachenhusen den Tod fand.
Wilhelm von Biel war zweimal verheiratet. Beide Ehefrauen kamen aus britischen Familien. Er erwarb 1849 das Gut Kalkhorst und überließ es seinem ältesten Sohn Thomson von Biel, der das heutige Schloss erbauen ließ. 1865 wurde er mit seiner Familie in den preußischen Freiherrnstand erhoben.
Er war Mitglied des Vereins für mecklenburgische Geschichte und Altertumskunde.
Das Familiengrab befindet sich in der Dorfkirche Proseken.

## Schriften
- als Herausgeber: Verzeichnis der in Mecklenburg befindlichen Vollblutpferde. 3 Bände, 1827–1830. Übersicht als Digitalisat